# 6 w pracy
6 w pracy (ang. 6teen) – kanadyjski serial animowany dla nastolatków. Premierowe odcinki wyemitowano 7 listopada 2004 roku na kanale ZigZap. W Polsce serial był nadawany na teleTOON+ (dawniej ZigZap).

## Fabuła
Serial opowiada o przygodach sześciorga nastolatków – Jonesy’ego, Jen, Wyatt’a, Jude’a, Caitlin i Nikki, którzy chcą zarobić pierwsze pieniądze. Pracują w jednym centrum handlowym, w różnych sklepach, lecz na przerwach spotykają się i wymieniają doświadczenia. Wspólnie bawią się i uczą, zdobywając ciekawe, często zabawne doświadczenia. Odcinki są ze sobą powiązane i tworzą spójną historię.

## Obsada
- Brookie D'Orsay – Caitlin Cooke
- Jess Gibbon – Wyatt Williams
- Adam Reid – Wayne
- Megan Fahlenblock – Jen Masterson
- Christian Potenza – Jude Lizowski
- Terry McGurrin – Jonesy Garcia
- Stacey DePass – Nikki Wong

## Wersja polska
Opracowanie i udźwiękowienie wersji polskiej: na zlecenie ZigZapa – Studio Sonica

Reżyseria: Miriam Aleksandrowicz

Dialogi:
- Maciej Michalski (odc. 1-20, 22, 25-26, 30, 33-34, 40, 46),
- Anna Całczyńska (odc. 21, S1, 36-37, 41, 43, 52),
- Miriam Aleksandrowicz (odc. 23-24, 39, 45),
- Joanna Kuryłko (odc. 27-29, 42, 44, 47, 57-58, 63-65, S2, 79-85),
- Dariusz Dunowski (odc. 31-32, 35),
- Grzegorz Drojewski (odc. 38, 48),
- Wojciech Szymański (odc. 50-51, 53-56),
- Agnieszka Kudelska (odc. 59),
- Jan Aleksandrowicz-Krasko (odc. 60-62, 66-73),
- Anna Hausner (odc. 74-78, 86-91)

Dźwięk i montaż:
- Ilona Czech-Kłoczewska (odc. 1-5, 7-10),
- Zdzisław Zieliński (odc. 6, 11-26, S1),
- Agnieszka Stankowska (odc. 27-78, S2, 79-91)

Organizacja produkcji:
- Elżbieta Kręciejewska (odc. 1-26, S1),
- Aleksandra Dobrowolska (odc. 27-52),
- Agnieszka Kudelska (odc. 53-78, S2, 79-91)

Kierownictwo muzyczne: Ilona Czech-Kłoczewska
Tekst piosenki: Marek Krejzler
Udział wzięli:
- Justyna Bojczuk – Caitlin
- Agnieszka Fajlhauer – Jen
- Magdalena Wasylik – Nikki
- Maciej Zakościelny – Jonesy
- Aleksander Czyż – Jude
- Modest Ruciński – Wyatt
- Katarzyna Glinka –
  - Kristen (odc. 1-5),
  - Dziewczyna dla Jude’a (odc. 7),
  - Dziewczyna ze sklepu (odc. 8),
  - Głos z reklamy Khaki Bazar (odc. 9)
- Mariusz Oborski –
  - Jeden z paczki dzieciaków (odc. 1, 7),
  - Chłopak z imprezy (odc. 5),
  - Carson (odc. 7, 19),
  - Kyle (odc. 18),
- Paweł Szczesny –
  - Konsument (odc. 1-2),
  - Święty Mikołaj (odc. 4),
  - Kolega z pracy Jonesy’ego (odc. 7, 8),
  - Zgniatacz (odc. 8),
  - Kierownik sklepu z zabawkami (odc. 23)
- Magdalena Krylik –
  - Tricia (odc. 1-15),
  - Kristen (serie I-IV),
  - Komentatorka filmowa (odc. 20),
  - Lydia (odc. 24, 35, 42)
- Katarzyna Traczyńska – Kirsten
- Olga Borys –
  - Chrissy (odc. 1-5),
  - Kocica (odc. 4)
- Jacek Czyż –
  - Trener Halder
  - George (odc. 61, 71)
- Ewa Serwa –
  - Julie,
  - Stanley,
  - Szefowa Jonesy’ego (odc. 5),
  - Starr,
  - Konsumentka (odc. 9),
  - Pracowniczka salonu mody (odc. 20),
  - Gracie (odc. 61, 71)
- Adam Pluciński –
  - Jeden z paczki dzieciaków (odc. 1, 7),
  - Darth,
  - Chłopak z imprezy (odc. 5),
  - Wait (odc. 30)
- Andrzej Hausner –
  - Chad
  - Trener (odc. 3),
  - Chłopak z imprezy (odc. 5),
  - Kyle (odc. 6, 10),
  - Kolega z pracy Jonesy’ego (odc. 7, 8),
  - Jason (odc. 12),
  - Albatros i Finch (odc. 15, 17),
  - Brad (odc. 16)
- Wojciech Szymański – Mężczyzna kupujący w „Tylko sport”
- Jerzy Mazur –
  - Wydawca identyfikatorów (odc. 2),
  - Strażnik Ron,
  - Wielki Steve (odc. 5, 31),
  - Cowboy
- Grzegorz Drojewski – Łobuz (odc. 3, 10)
- Agnieszka Michalska –
  - Kocica (odc. 3),
  - Chrissy (odc. 6-13)
- Magdalena Karel –
  - Fotel Betty (odc. 7),
  - Britney (odc. 13),
  - Gina
- Miriam Aleksandrowicz –
  - Babcia (odc. 7)
  - Pielęgniarka (odc. 79-80)
- Jan Aleksandrowicz –
  - Corey (odc. 8),
  - Przewodniczący jury „Idola” (odc. 10),
  - Sensei Hiro,
  - Jef (odc. 19),
  - Operator kamery (odc. 20),
  - Wayne
- Klaudiusz Kaufmann –
  - Charlie (odc. 11),
  - Menadżer Khaki Bazar (odc. 18),
  - Charlie Dobbs,
  - Pan Wong
- Joanna Pach –
  - Gina (odc. 13),
  - Kristen (serie V-VII)
- Anna Apostolakis –
  - Chrissy (odc. 14-31),
  - Kocica (odc. 15, 18)
- Joanna Węgrzynowska –
  - Paige,
  - Tricia (odc. 16),
  - Pani Wong
- Karolina Nowakowska
- Paweł Iwanicki – Menadżer Khaki Bazar (odc. 16)
- Magdalena Różczka
- Katarzyna Zielińska – Courtney (serie I-VI),
- Tomasz Błasiak – Szef Wyatta (odc. 54)
- Klementyna Umer – Marlowe
- Janusz Wituch – Talon
- Paweł Ciołkosz –
  - Smithy (odc. 59),
  - Przedstawiciel handlowy (odc. 56),
  - Griffin (odc. 73),
  - Dax (odc. 77)
- Robert Kudelski –
  - Gość z centrali Burger McFlipster’s (odc. 55),
  - Benjamin (odc. 53-54)
- Katarzyna Owczarz – Courtney (seria VII),
- Dorota Furtak –
  - Kylie Smylie (odc. 84),
  - Joanie (odc. 75)
- Leszek Zduń –
  - Travis Gibson,
  - Pan Wong (Seria VII)

i inni
Śpiewał: Krzysztof Pietrzak

## Postacie

### Pierwszoplanowe
- Jonesy Garcia – wysoki, przystojny podrywacz, który ciągle ogląda się za dziewczynami. One jednak rzadko zwracają na niego uwagę, ze względu na brak taktu. Ma latynoskie korzenie, co widać od razu po czarnych włosach i ciemnej karnacji. Na co dzień ubiera się w dżinsy i granatowy podkoszulek, a na szyi nosi koraliki. Jest rekordzistą, jeśli chodzi o liczbę miejsc pracy – w każdym odcinku pracuje gdzie indziej i zostaje zwolniony. Po jakimś czasie zaczyna chodzić z Nikki, choć nie jest ona typem dziewczyny, które zazwyczaj podrywał. Jonesy ma dwóch młodszych braci – Diego i Robbiego, a od odcinka „Niszczyciele Wesela” Courtney i Jen zostają jego przyrodnimi siostrami. W odcinku „Poród” przychodzi na świat ich wspólna siostra – Emma.

- Jen Masterson – kocha sport i obecnie pracuje w sklepie sportowym, co było jej marzeniem. Dominująca osobowość, lubi rządzić wszystkimi dookoła. Jest też dość uparta i potrafi dążyć do celu „po trupach”. Ma długie, brązowe włosy i niebieskie oczy, a na co dzień nosi białą spódnicę i fioletową bluzę. Początkowo pracowała w Cytrynie. Jen ma starszą siostrę Courtney, o którą bywa zazdrosna. Od odcinka „Niszczyciele Wesela” Jonesy, Diego i Robbie są jej przyrodnimi braćmi, a w odcinku „Poród” przychodzi na świat ich wspólna siostra – Emma.

- Nikki Wong – buntowniczka, która pracuje w Khaki Bazar. Znana jako „Najostrzejszy język w centrum handlowym”, jest mistrzynią ciętej riposty. Nie znosi swoich koleżanek z pracy, które nazywa Klonami. Ma krótkie włosy koloru fioletowego oraz piercing w uszach i nosie. Zazwyczaj nosi białą koszulkę i bojówki. Nie lubi osób, które są rozpieszczone i skupione tylko na sobie, przez co w pierwszym odcinku miała wątpliwości co do Caitlin. Na pierwszy rzut oka jest oschła i niemiła, ale potrafi być troskliwa. Sama powiedziała, że dobrowolnie nigdy nie zmieni swojego wizerunku. Po jakimś czasie zostaje dziewczyną Jonesy’ego.

- Caitlin Cooke – zakupoholiczka, której hobby jest chodzenie po sklepach z ubraniami. Początkowo do robienia zakupów używa karty kredytowej swojego bogatego ojca, co wpędza go w długi. Z niechęcią Caitlin zatrudnia się w Cytrynie, aby spłacić dług i poznać wartość pieniądza. Ma bardzo cukierkową osobowość i szaleje za chłopakami, gdyż pragnie znaleźć „Tego Jedynego”. Nosi różową bluzkę, niebieską spódnicę i różowe sandałki na koturnie z niebieskim kwiatkiem. Ma krótkie blond włosy ozdobione różową spinką-kwiatkiem. Jest fanką zespołu DawgToy, a w swoim telefonie posiada dzwonek z piosenką Britney Spears.

- Wyatt Williams – jest uzależniony od kawy i kocha dobrą muzykę – każdy rodzaj, z wyjątkiem country. Najpierw był pracownikiem Zakręconej Muzy, potem Underground Video, a na końcu Burgers McFlipsters. Jest czarnoskóry, nosi krótkie, ciemne dredy, ciemnoczerwoną koszulkę z długim rękawem, ciemnozielone bojówki i biało-niebieskie buty. Jest dość nieśmiały i zamknięty w sobie, za to świetnie śpiewa i gra na gitarze.

- Jude Lizowski – wyluzowany skate pracujący najpierw w Nadziej Mnie (był tam kierownikiem), potem w Underground Video, na lodowisku, a na końcu w sklepie z grami. Maniak desek, jest szczególnie emocjonalnie zżyty ze swoją deską, którą nazywa Sally. Zazwyczaj niczym się nie przejmuje i jest lekkomyślny. Początkowo chodził ze Starr, która była jego żeńskim odpowiednikiem, ale zerwali, kiedy dziewczyna zmieniła się w gotha. Ma blond włosy, czarno-białą czapkę i koszulkę z czerwonym nadrukiem, dżinsy do połowy łydki i biało-niebieskie sportowe buty. Ma wytatuowaną zieloną pacyfę na lewym pośladku.

### Drugoplanowe
- Strażnik Ron – strażnik centrum uważający, że nastolatkowie to przestępcy z natury. Główny wróg Jude’a i Jonesy’ego.
- Trener Halder – szef Jen w Tylko Sport. Jest surowy i ma bzika na punkcie sportu. Mimo to docenia poświęcenie Jen, która w końcu awansuje.
- Klony – trzy identycznie ubierające i zachowujące się blondynki z Khaki Bazar. Są z reguły naiwne i niezbyt mądre. Wyjątkiem jest Crissy, która potrafi wykazać się inteligencją i sprytem, co udowadnia, gdy omal nie zmienia Nikki w klona.
- Tricia – wróg i była przyjaciółka Caitlin. Na każdym kroku stara się uprzykrzyć jej życie. Jest zakupoholiczką podobnie jak Caitlin, lecz jest niemiła i mściwa.
- Courtney – starsza siostra Jen. Jest bardzo piękna i „hojnie obdarzona przez naturę”, o co Jen bywa zazdrosna.
- Wayne – kinomaniak i manager sklepu z filmami „Underground Video”, gdzie przez jakiś czas pracują Jude i Wyatt. Sarkastyczny i czasem wredny, potrafi doradzić film na każdą okazję. Ciągle nosi słuchawki.
- Julie – brzydula z wielkim aparatem na zębach, która pracuje w Cudownym Taco. Tym, którzy się z niej wyśmiewają, dyskretnie pluje do taco. Chodzi z Darthem.
- Darth – nerd, miłośnik Gwiezdnych Wojen, który na co dzień chodzi w czarnej pelerynie i wymachuje mieczem świetlnym. Jest chudy, pryszczaty i nosi okulary. Pracuje w sklepie z elektroniką i chodzi z Julie. Ma zwyczaj nadawania ludziom ksywek z Gwiezdnych Wojen.

## Odcinki
- Premiery w Polsce:
  - I seria (odcinki 1-13) – 5 lutego 2005 – 19 marca 2005,
  - II seria (odcinki 14-26) – 28 października 2005 – 9 listopada 2005,
  - III seria (odcinki 27-39) – 13 kwietnia 2006 – 25 kwietnia 2006,
  - IV seria (odcinki 40-52) – 8 czerwca 2006 – 20 czerwca 2006,
  - V seria (odcinki 53-65) – 22 marca 2008 – 3 kwietnia 2008,
  - VI seria (odcinki 66-78) – 26 maja 2008 – 7 czerwca 2008,
  - VII seria (odcinki 79-93) – 17 września 2010 – 8 października 2010
  - Odcinek specjalny – Ziom żywych trupów – 31 października 2005,
  - Odcinek specjalny – Śnieżne natarcie – 10 listopada 2008

### Spis odcinków
| Premiera          | Seria    | Nr PL | Nr | Polski tytuł                        | Angielski tytuł                          |
| ----------------- | -------- | ----- | -- | ----------------------------------- | ---------------------------------------- |
|                   |          |       |    |                                     |                                          |
| SERIA PIERWSZA PL |          |       |    |                                     |                                          |
|                   |          |       |    |                                     |                                          |
| 05.02.2005        | Pierwsza | 1     | 1  | Bierz tę pracę i wyciśnij ją        | Take this Job and Squeeze It             |
|                   |          |       |    |                                     |                                          |
| 06.02.2005        | Pierwsza | 2     | 2  | Wielkie chorowanie                  | The Big Sickie                           |
|                   |          |       |    |                                     |                                          |
| 12.02.2005        | Pierwsza | 3     | 3  | Wolni i opanowani                   | The Slow And Even-Tempered               |
|                   |          |       |    |                                     |                                          |
| 13.02.2005        | Pierwsza | 4     | 5  | Gwiazdkowe prezenty                 | Deck The Mall                            |
|                   |          |       |    |                                     |                                          |
| 19.02.2005        | Pierwsza | 5     | 4  | Limonkowa impreza                   | A Lime to Party                          |
|                   |          |       |    |                                     |                                          |
| 20.02.2005        | Pierwsza | 6     | 6  | Zgaga po Sushi                      | The Sushi Connection                     |
|                   |          |       |    |                                     |                                          |
| 26.02.2005        | Pierwsza | 7     | 7  | Fotel Betty                         | The Five Finger Discount                 |
|                   |          |       |    |                                     |                                          |
| 27.02.2005        | Pierwsza | 8     | 8  | Zerwać z synem szefa                | Breaking Up With The Boss’ Son           |
|                   |          |       |    |                                     |                                          |
| 05.03.2005        | Pierwsza | 9     | 9  | Sprzedawca miesiąca                 | Employee Of The Month                    |
|                   |          |       |    |                                     |                                          |
| 06.03.2005        | Pierwsza | 10    | 10 | Krótka kariera                      | Idol Time At The Mall                    |
|                   |          |       |    |                                     |                                          |
| 12.03.2005        | Pierwsza | 11    | 11 | Udawana randka                      | The Fake Date                            |
|                   |          |       |    |                                     |                                          |
| 13.03.2005        | Pierwsza | 12    | 13 | Sekret Nikki                        | The Girls in the Band                    |
|                   |          |       |    |                                     |                                          |
| 19.03.2005        | Pierwsza | 13    | 12 | Miły facet                          | Mr. Nice Guy                             |
|                   |          |       |    |                                     |                                          |
| Premiera          | Seria    | Nr PL | Nr | Polski tytuł                        | Angielski tytuł                          |
|                   |          |       |    |                                     |                                          |
| SERIA DRUGA PL    |          |       |    |                                     |                                          |
|                   |          |       |    |                                     |                                          |
| 28.10.2005        | Pierwsza | 14    | 14 | Jonesy i klony                      | Clonesy                                  |
|                   |          |       |    |                                     |                                          |
| 29.10.2005        | Pierwsza | 15    | 15 | Szalone walentynki                  | Stupid Over Cupid                        |
|                   |          |       |    |                                     |                                          |
| 30.10.2005        | Pierwsza | 16    | 16 | Dziewczyna Khaki                    | The Khaki Girl                           |
|                   |          |       |    |                                     |                                          |
| 31.10.2005        | Pierwsza | 17    | 17 | Prawie dojrzały                     | The (Almost) Graduate                    |
|                   |          |       |    |                                     |                                          |
| 01.11.2005        | Pierwsza | 18    | 18 | Pokaż, na co cię stać               | Bring It On                              |
|                   |          |       |    |                                     |                                          |
| 02.11.2005        | Pierwsza | 19    | 19 | Guru                                | The Swami                                |
|                   |          |       |    |                                     |                                          |
| 03.11.2005        | Pierwsza | 20    | 20 | Ukryta kamera                       | Cecil B. Delusioned                      |
|                   |          |       |    |                                     |                                          |
| 04.11.2005        | Pierwsza | 21    | 21 | Jubilat                             | The Birthday Boy                         |
|                   |          |       |    |                                     |                                          |
| 05.11.2005        | Pierwsza | 22    | 22 | Wejście smoka                       | Enter The Dragon                         |
|                   |          |       |    |                                     |                                          |
| 06.11.2005        | Pierwsza | 23    | 23 | Akcja Jude                          | One Quiet Day                            |
|                   |          |       |    |                                     |                                          |
| 07.11.2005        | Pierwsza | 24    | 24 | Ciągle Courtney, Courtney, Courtney | It’s Always Courtney, Courtney, Courtney |
|                   |          |       |    |                                     |                                          |
| 08.11.2005        | Pierwsza | 25    | 25 | Zabójczy SMS                        | The One With The Text Message            |
|                   |          |       |    |                                     |                                          |
| 09.11.2005        | Pierwsza | 26    | 26 | Upiorne Halloween                   | Boo, Dude                                |
|                   |          |       |    |                                     |                                          |
| ODCINEK SPECJALNY |          |       |    |                                     |                                          |
|                   |          |       |    |                                     |                                          |
| 31.10.2005        | Pierwsza | S1    | 27 | Ziom żywych trupów                  | Dude of the Living Dead                  |
|                   |          |       |    |                                     |                                          |
| Premiera          | Seria    | Nr PL | Nr | Polski tytuł                        | Angielski tytuł                          |
|                   |          |       |    |                                     |                                          |
| SERIA TRZECIA PL  |          |       |    |                                     |                                          |
|                   |          |       |    |                                     |                                          |
| 13.04.2006        | Druga    | 27    | 28 | Gorzej być nie może                 | Going Underground                        |
|                   |          |       |    |                                     |                                          |
| 14.04.2006        | Druga    | 28    | 29 | Stowarzyszenie przegranych poetów   | Deadbeats Poet Society                   |
|                   |          |       |    |                                     |                                          |
| 15.04.2006        | Druga    | 29    | 30 | Ścieżka kariery                     | Career Day                               |
|                   |          |       |    |                                     |                                          |
| 16.04.2006        | Druga    | 30    | 31 | Pogrzeb rybki                       | Fish and Make Up                         |
|                   |          |       |    |                                     |                                          |
| 17.04.2006        | Druga    | 31    | 32 | Edukacja Wyatta                     | Awake the Wyatt Within                   |
|                   |          |       |    |                                     |                                          |
| 18.04.2006        | Druga    | 32    | 33 | Rocznica                            | Unhappy Anniversary                      |
|                   |          |       |    |                                     |                                          |
| 19.04.2006        | Druga    | 33    | 34 | Pogaduchy do poduchy                | Pillow Talk                              |
|                   |          |       |    |                                     |                                          |
| 20.04.2006        | Druga    | 34    | 41 | Pożegnanie z Cytrynką               | Losing Your Lemon                        |
|                   |          |       |    |                                     |                                          |
| 21.04.2006        | Druga    | 35    | 37 | Strona Dartha                       | Welcome to the Darth Side                |
|                   |          |       |    |                                     |                                          |
| 22.04.2006        | Druga    | 36    | 38 | Nowy                                | The New Guy                              |
|                   |          |       |    |                                     |                                          |
| 23.04.2006        | Druga    | 37    | 35 | Świąteczne szaleństwo               | In a Retail Wonderland                   |
|                   |          |       |    |                                     |                                          |
| 24.04.2006        | Druga    | 38    | 36 | Sylwestrowy szał                    | Midnight Madness                         |
|                   |          |       |    |                                     |                                          |
| 25.04.2006        | Druga    | 39    | 46 | Królowie sklepogrodu                | Lords of Malltown                        |
|                   |          |       |    |                                     |                                          |
| Premiera          | Seria    | Nr PL | Nr | Polski tytuł                        | Angielski tytuł                          |
|                   |          |       |    |                                     |                                          |
| SERIA CZWARTA PL  |          |       |    |                                     |                                          |
|                   |          |       |    |                                     |                                          |
| 08.06.2006        | Druga    | 40    | 39 | Wielka zdrada                       | Major Unfaithfulness                     |
|                   |          |       |    |                                     |                                          |
| 09.06.2006        | Druga    | 41    | 40 | W kolejce do wyprzedaży             | Wanting to Ex-Sale                       |
|                   |          |       |    |                                     |                                          |
| 10.06.2006        | Druga    | 42    | 42 | Myśliwy                             | The Hunted                               |
|                   |          |       |    |                                     |                                          |
| 11.06.2006        | Druga    | 43    | 43 | Ciemność                            | Lights Out                               |
|                   |          |       |    |                                     |                                          |
| 12.06.2006        | Druga    | 44    | 44 | Czekając na telefon                 | A Ding from Down-Under                   |
|                   |          |       |    |                                     |                                          |
| 13.06.2006        | Druga    | 45    | 45 | Niszczyciele wesela                 | The Wedding Destroyers                   |
|                   |          |       |    |                                     |                                          |
| 14.06.2006        | Druga    | 46    | 47 | Jonesy pokonany                     | Jonesy’s Low Mojo                        |
|                   |          |       |    |                                     |                                          |
| 15.06.2006        | Druga    | 47    | 48 | Studenci                            | Smarten Up                               |
|                   |          |       |    |                                     |                                          |
| 16.06.2006        | Druga    | 48    | 49 | Brudna robota                       | Dirty Work                               |
|                   |          |       |    |                                     |                                          |
| 17.06.2006        | Druga    | 49    | 51 | Przestępstwo w świecie mody         | A Crime of Fashion                       |
|                   |          |       |    |                                     |                                          |
| 18.06.2006        | Druga    | 50    | 52 | Bal wiosny                          | Spring Fling                             |
|                   |          |       |    |                                     |                                          |
| 19.06.2006        | Druga    | 51    | 50 | Naga prawda                         | Over Exposed                             |
|                   |          |       |    |                                     |                                          |
| 20.06.2006        | Druga    | 52    | 53 | Śliczni chłopcy                     | Girlie Boys                              |
|                   |          |       |    |                                     |                                          |
| Premiera          | Seria    | Nr PL | Nr | Polski tytuł                        | Angielski tytuł                          |
|                   |          |       |    |                                     |                                          |
| SERIA PIĄTA PL    |          |       |    |                                     |                                          |
|                   |          |       |    |                                     |                                          |
| 22.03.2008        | Trzecia  | 53    | 55 | Słodka szesnastka                   | Sweet 6teen                              |
|                   |          |       |    |                                     |                                          |
| 23.03.2008        | Trzecia  | 54    | 56 | Skarbie, ty cuchniesz               | Baby, You Stink                          |
|                   |          |       |    |                                     |                                          |
| 24.03.2008        | Trzecia  | 55    | 57 | Kariera przy hamburgerach           | Selling Out To The Burger Man            |
|                   |          |       |    |                                     |                                          |
| 25.03.2008        | Trzecia  | 56    | 61 | Zapasomania                         | Wrestlemania                             |
|                   |          |       |    |                                     |                                          |
| 26.03.2008        | Trzecia  | 57    | 58 | Pamiętnik                           | The Journal                              |
|                   |          |       |    |                                     |                                          |
| 27.03.2008        | Trzecia  | 58    | 59 | Fizjologia i miłość                 | Silent Butt Deadly                       |
|                   |          |       |    |                                     |                                          |
| 28.03.2008        | Trzecia  | 59    | 60 | Jonesy jak nowy                     | The New Jonesy                           |
|                   |          |       |    |                                     |                                          |
| 29.03.2008        | Trzecia  | 60    | 62 | Dowcipasy                           | Prank’d                                  |
|                   |          |       |    |                                     |                                          |
| 30.03.2008        | Trzecia  | 61    | 63 | Dwa za jeden                        | 2-4-1                                    |
|                   |          |       |    |                                     |                                          |
| 31.03.2008        | Trzecia  | 62    | 65 | Dzwonię niechcący znów              | Oops, I Dialed It Again                  |
|                   |          |       |    |                                     |                                          |
| 01.04.2008        | Trzecia  | 63    | 73 | Podwójna randka                     | Double Date                              |
|                   |          |       |    |                                     |                                          |
| 02.04.2008        | Trzecia  | 64    | 74 | Ofiary mody                         | Fashion Victims                          |
|                   |          |       |    |                                     |                                          |
| 03.04.2008        | Trzecia  | 65    | 67 | Tu wpisz imię                       | Insert Name Here                         |
|                   |          |       |    |                                     |                                          |
| Premiera          | Seria    | Nr PL | Nr | Polski tytuł                        | Angielski tytuł                          |
|                   |          |       |    |                                     |                                          |
| SERIA SZÓSTA PL   |          |       |    |                                     |                                          |
|                   |          |       |    |                                     |                                          |
| 26.05.2008        | Trzecia  | 66    | 64 | Kolejny dzień w biurze              | Another Day At The Office                |
|                   |          |       |    |                                     |                                          |
| 27.05.2008        | Trzecia  | 67    | 68 | Wszystkie stworzenia, precz!        | All Pets Are Off                         |
|                   |          |       |    |                                     |                                          |
| 28.05.2008        | Trzecia  | 68    | 72 | Sprawa opryszczki                   | The One With The Cold Sore               |
|                   |          |       |    |                                     |                                          |
| 29.05.2008        | Trzecia  | 69    | 75 | O, dziecino!                        | Whoa, Baby!                              |
|                   |          |       |    |                                     |                                          |
| 30.05.2008        | Trzecia  | 70    | 69 | Geniusz Jonesy                      | J For Genius                             |
|                   |          |       |    |                                     |                                          |
| 31.05.2008        | Trzecia  | 71    | 70 | Kłóćmy się                          | Bicker Me Not                            |
|                   |          |       |    |                                     |                                          |
| 01.06.2008        | Trzecia  | 72    | 71 | Miłość od gorszego spojrzenia       | Love At Worst Sight                      |
|                   |          |       |    |                                     |                                          |
| 02.06.2008        | Trzecia  | 73    | 76 | Sknerus                             | Cheapskates                              |
|                   |          |       |    |                                     |                                          |
| 03.06.2008        | Trzecia  | 74    | 66 | Świąteczne szaleństwo               | How The Rent-A-Cop Stole Christmas       |
|                   |          |       |    |                                     |                                          |
| 04.06.2008        | Trzecia  | 75    | 77 | Nowa koleżanka Jonesy’ego           | Opposites Attack                         |
|                   |          |       |    |                                     |                                          |
| 05.06.2008        | Trzecia  | 76    | 79 | Trudne rozstanie                    | Date and Switch                          |
|                   |          |       |    |                                     |                                          |
| 06.06.2008        | Trzecia  | 77    | 78 | Jen w opałach                       | Mr. And Mrs. Perfect                     |
|                   |          |       |    |                                     |                                          |
| 07.06.2008        | Trzecia  | 78    | 80 | Kłopotliwy Sługa                    | Lifeslaver                               |
|                   |          |       |    |                                     |                                          |
| ODCINEK SPECJALNY |          |       |    |                                     |                                          |
|                   |          |       |    |                                     |                                          |
| 10.11.2008        | Trzecia  | S2    | 54 | Śnieżne natarcie                    | Snow Job                                 |
|                   |          |       |    |                                     |                                          |
| Premiera          | Seria    | Nr PL | Nr | Polski tytuł                        | Angielski tytuł                          |
|                   |          |       |    |                                     |                                          |
| SERIA SIÓDMA PL   |          |       |    |                                     |                                          |
|                   |          |       |    |                                     |                                          |
| 17.09.2010        | Czwarta  | 79    | 81 | Poród                               | Labour Day                               |
| 18.09.2010        | Czwarta  | 80    | 82 | Poród                               | Labour Day                               |
|                   |          |       |    |                                     |                                          |
| 19.09.2010        | Czwarta  | 81    | 83 | 6 w pracy i dziecko                 | 6Teens and a Baby                        |
|                   |          |       |    |                                     |                                          |
| 20.09.2010        | Czwarta  | 82    | 84 | Powiew przeszłości                  | Blast from the Past                      |
|                   |          |       |    |                                     |                                          |
| 22.09.2010        | Czwarta  | 83    | 85 | Odchodzę!                           | Quit It!                                 |
|                   |          |       |    |                                     |                                          |
| 08.10.2010        | Czwarta  | 84    | 86 | Kylie Smilie                        | Kylie Smilie                             |
|                   |          |       |    |                                     |                                          |
| 24.09.2010        | Czwarta  | 85    | 87 | Lista                               | The List                                 |
|                   |          |       |    |                                     |                                          |
| 25.09.2010        | Czwarta  | 86    | 88 | Zbyt wielkie nadzieje               | Great Expectations                       |
|                   |          |       |    |                                     |                                          |
| 26.09.2010        | Czwarta  | 87    | 89 | Zakręcony dzień                     | Out of this World                        |
|                   |          |       |    |                                     |                                          |
| 27.09.2010        | Czwarta  | 88    | 90 | Randkowy maraton                    | On your Mark, Get Set...Date             |
|                   |          |       |    |                                     |                                          |
| 28.09.2010        | Czwarta  | 89    | 91 | Zamiana ról                         | Role Reversal                            |
|                   |          |       |    |                                     |                                          |
| 29.09.2010        | Czwarta  | 90    | 92 | Żegnaj Nikki?                       | Bye Bye Nikki?                           |
| 01.10.2010        | Czwarta  | 91    | 93 | Żegnaj Nikki?                       | Bye Bye Nikki?                           |
|                   |          |       |    |                                     |                                          |